# Malson a Elm Street 4
 
Malson a Elm Street 4 (títol original: A Nightmare On Elm Street 4: The Dream Master) és una pel·lícula estatunidenca dirigida per Renny Harlin, estrenada l'any 1988. Ha estat doblada al català.

## Argument
Kristen Parker, supervivent de la precedent massacre, recomença a tenir malsons i ha de reconèixer l'evidència: Freddy Krueger, l'abominable coco, ha tornat per difondre un nou vent de terror entre els adolescents de Springwood. Mentre que els seus amics són morts un a un, Kristen es posa en marxa per destruir definitivament l'amo dels somnis.

## Repartiment
- Lisa Wilcox: Alice Johnson
- Robert Englund: Freddy Krueger
- Andras Jones: Rick Johnson
- Tuesday Knight: Kristen Parker
- Danny Hassel: Dan Jordan
- Brooke Theiss: Debbie Stevens
- Toy Newkirk: Sheila Kopecky
- Ken Sagoes: Roland Kincaid
- Rodney Eastman: Joey Crusel
- Nicholas Mele: Dennis Johnson
- Brooke Bundy: Elaine Parker
- Jacquelyn Masche: la Sra. Crusel

## Al voltant de la pel·lícula
- Patricia Arquette no repeteix el seu paper en aquest lliurament, cedint el seu lloc a Tuesday Knight en el paper de Kristen Parker.
- Ray Garton va signar  la novel·lització de la pel·lícula.
- Fins al remake de 2010, aquest quart episodi va ser de lluny el més gran èxit de la saga.

## Premis i nominacions
- Premi als millors efectes especials en el Festival internacional de cinema de Catalunya 1988: Steve Johnson.
- Nominació al premi a la millor pel·lícula en el festival Fantasporto 1989.
- Nominació al premi a  la més dolenta cançó (Therapist), en els Razzie Awards 1989.
- Nominació al premi a la millor pel·lícula de terror, millor director i millor segon paper masculí (Robert Englund), per l'Acadèmia de cinema de ciència-ficció, fantàstica i de terror 1990.

## Pel·lícules de la saga
- Malson a Elm Street, de 1984
- A Nightmare on Elm Street 2: Freddy's Revenge, de 1985
- Malson a Elm Street 3, de 1987
- Malson a Elm Street 4, de 1988
- Malson a Elm Street 5: El nen somiador, de 1989
- Freddy's Dead: The Final Nightmare, de 1991
- El nou malson, de 1994
- Freddy vs. Jason, de 2003
- Malson a Elm Street. L'origen, de 2010